# 葡萄糖酸镁
葡萄糖酸镁（化学式：MgC12H22O14）是葡萄糖酸的镁盐。呈白色或灰白色无臭细粉。溶于水。由氧化镁或碳酸镁溶解于葡萄糖酸中而得。用作营养增补剂、缓冲剂、固化剂等。
葡萄糖酸镁的E编码为"E580"